# Xanthorhoe divisa
Xanthorhoe divisa är en fjärilsart som beskrevs av Ludwig Osthelder 1929. Xanthorhoe divisa ingår i släktet Xanthorhoe och familjen mätare. Inga underarter finns listade i Catalogue of Life.